# 両備軽便鉄道6号形蒸気機関車
6号形は、1921年（大正10年）から、両備軽便鉄道（後の両備鉄道）が製造したタンク式蒸気機関車である。なお、両備軽便鉄道では形式を付与していなかったため、この呼称は便宜的に付与したものである。

## 概要
本形式は、ドイツのオーレンシュタイン・ウント・コッペル製で車軸配置0-6-0(6)の2気筒単式飽和式タンク機関車である。固定軸距は1,600(800+800)mmで運転整備重量は13トン、出力は90PSである。火の粉止めの金網を内蔵した、ラッパ型の煙突が特徴的であった。計3両が製造されたが、発注は1両ずつである。
最初に導入されたのは、1921年6月製の製造番号9563で、同年12月17日に竣工届が出され、当時、売却されて欠番となっていた4を埋めて2代目の4とされている。続いて、1922年（大正11年）に2両が導入されており、同年6月製の製造番号10115が8月16日付け、7月製の製造番号10265が10月6日付けで竣工届が出され、それぞれ6, 8とされた。7が欠番となっているのは、4を7に改番することを意図したためで、1923年（大正12年）1月6日付で実施されている。改番の理由については、縁起担ぎとみられている。
本形式が製造された時期は、高屋支線の建設が具体化した時期であり、本形式も同線用として導入されている。1933年（昭和8年）8月の両備鉄道国有化に際しては、3両とも国有化の対象とならなかった高屋支線を分社化した神高鉄道に移った。しかし、輸送量の関係から気動車の導入が進められたため、本形式は余剰となり、1935年（昭和10年）2月に東京銀座の鈴木機械商店に全車が譲渡された。譲渡の状況から、スクラップではなく中古機関車として取引が進められたものと推定され、外地を含めて再起したものと思われるが、行方は杳として知れない。

## 同形機
本形式の同形機としては、1922年に製造番号10289, 10290が耶馬渓鉄道に導入され、6, 7となっている。本形式とはほとんど同形で、外観上の差は、煙突がストレート形になっている程度である。この機関車は、横揺れが激しかったために、第3動輪から1,045mmの位置（運転台の直下）に従輪を追設し、車軸配置を0-6-2(C1)としている。1929年（昭和4年）の改軌工事完成とともに不要となったが、その後の行方は知られていない。

## 主要諸元
- 全長：6,090mm
- 全高：3,135mm
- 軌間：762mm
- 車軸配置：0-6-0(C)
- 動輪直径：700mm
- 弁装置：ワルシャート式
- シリンダー（直径×行程）：270mm×350mm
- ボイラー圧力：12.37kg/cm2
- 火格子面積：0.50m2/0.40m2
- 全伝熱面積：27.7m2/18.5m2
- 機関車運転整備重量：13.7t
- 機関車動輪上重量（運転整備時）：13.7t
- 水タンク容量：不明
- 燃料積載量：不明
- 機関車性能
  - シリンダ引張力：3,830kg
- ブレーキ方式：手ブレーキ